# Morne Blanc
Le morne Blanc est un sommet des Seychelles situé sur l'île de Mahé. Il s'élève à 667 m d'altitude.

## Géographie
Recouvert d'une forêt tropicale, il est inclus depuis 1979 dans le parc national du Morne Seychellois, le plus grand parc national terrestre des Seychelles s'étendant sur 3 045 ha. Accessible par un sentier pédestre depuis la route de Sans-Souci, le morne Blanc culmine à 667 mètres.

## Faune et flore

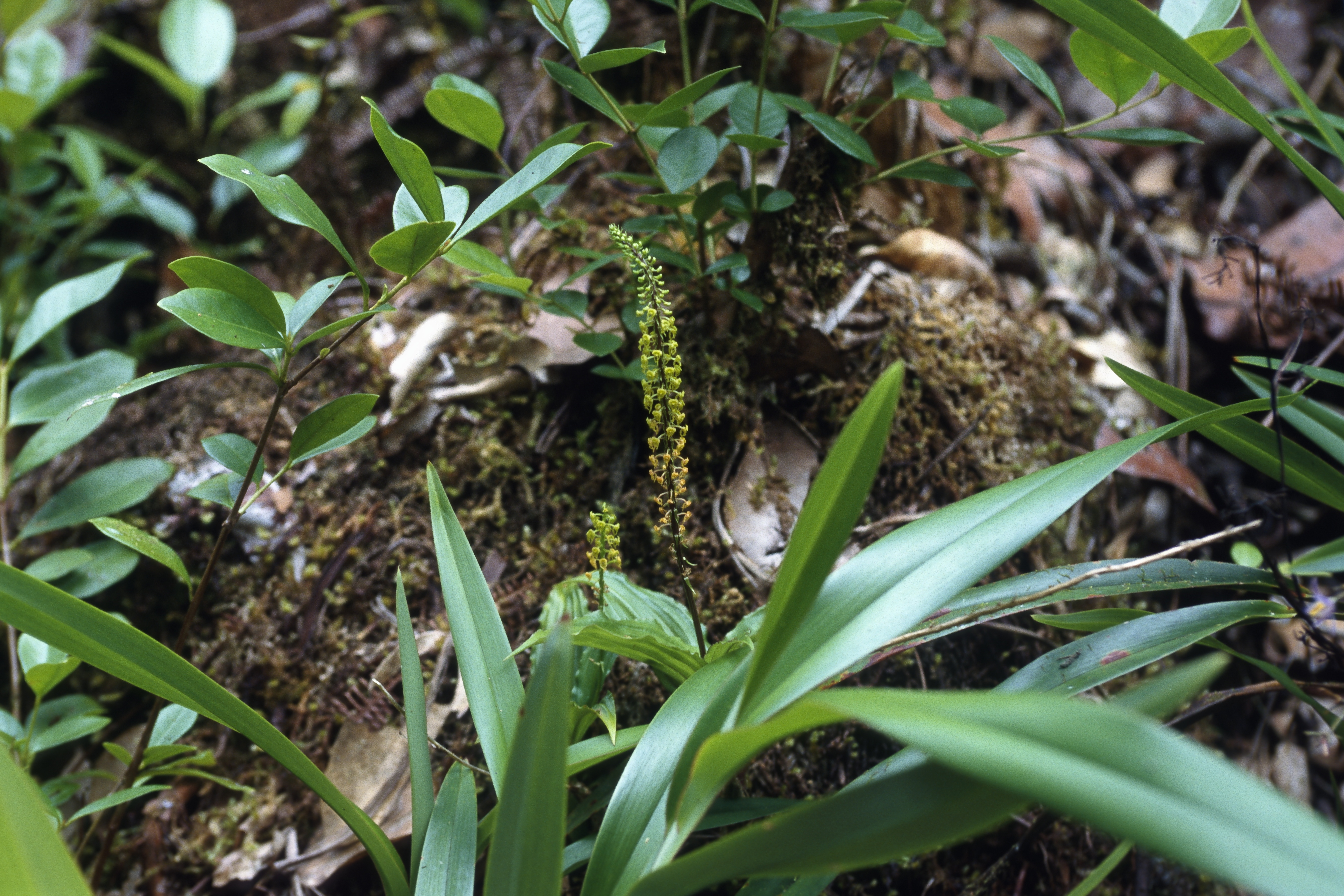
Malaxis seychellarum au morne Blanc.

La zone du morne Blanc est entourée dans sa partie cultivée d'une importante plantation de thé. La flore naturelle du morne est classique des espèces tropicales retrouvées aux Seychelles.
Sur le plan de la faune, le morne Blanc présente la particularité d'être le lieu unique au monde de présence, sur environ 5 km2 et seulement vers le sommet du mont, d’Anisolabis seychellensis, une espèce d'insecte endémique à Mahé considérée « en danger critique d'extinction » et inscrite en 2012 sur la liste des 100 espèces les plus menacées par l'Union internationale pour la conservation de la nature (UICN). Sa zone accueille également une autre espèce endémique, l'araignée Apolania segmentata – vivant entre 350 et 600 mètres d'altitude –, qui elle aussi est menacée.